# Microcavia
Microcavia is een geslacht van zoogdieren uit de familie van de cavia-achtigen (Caviidae). De wetenschappelijke naam van het geslacht werd in 1880 gepubliceerd door Gervais & Ameghino.

## Soorten
Er worden 6 soorten in dit geslacht geplaatst:
- Microcavia australis (I. Geoffroy & d'Orbigny, 1833) - Zuidelijke dwergcavia
- Microcavia jayat Teta, et al., 2017
- Microcavia maenas (Thomas, 1898)
- Microcavia niata (Thomas, 1898)
- Microcavia shiptoni (Thomas, 1925)
- Microcavia sorojchi Teta, et al., 2021